# GM PD-4501
파노라마데커-4501 시니크루저(PD-4501 Scenicruiser)는 미국의 GMC에서 1954년부터 1962년대까지 1,001대가 제작된 미국 그레이하운드 버스회사를 위해 제작한 준2층 고속버스이다. 출시당시 고속버스 디자인의 새시대를 맞았다고 호평받았으며 1960년대의 미국 아이콘중 하나이다. 디자인은 롤랜드 게고(Roland E. Gegoux)가 맡았으며 GM이 5년에 걸친 연구개발기간으로 만들어진 차량이다. 초기에는 GM이 주문한 디트로이트 디젤의 8기통엔진이 개발중이여서 당시 GM이 만들던 4기통엔진 두 대를 탑재하였으나 이후 주문하였던 8기통엔진이 양산되면서 대부분의 차량이 기존의 엔진에서 8기통엔진으로 탑재하였다. 당시 에어서스팬션과 에어컨, 화장실설비, 오페라 글레스등 기존버스에는 없는 고급사양이 설치되었다. 또한 2층 구조로 후방에 있는 승객도 전방을 볼 수 있게 되어 있다. 하지만 보증되지 않은 신기술과 보디로 인하여 차체가 갈라지고 정비가 어려운 이유로 미국 현지에서는 70년대 이후로 전부 현역에서 대차되었으나 그중 40대가 대한민국 건너와 그레이하운드 코리아으로 영업하였다. 당시 2층 아래 화물칸은 중소한마리를 실을 수도 있을 정도여서 대한민국 정부는 그레이하운드만 유로화물 수송을 할 수 있는 특혜를 주었다. 당시 국내 운행구간은 서울-전주, 서울-대구 그리고 원주-여주였으며 요금은 740원이였다. 하지만 그레이하운드 코리아가 1978년에 중앙고속에 인수되고 나서도 1980년대 초반까지 중앙고속에서 운용한 하였으나 차량노후화로 1981년쯔음 모두 대차된다. 그이후로 모두 대차 되었으며 현재 미국 현지에서 소수가 생존하여 있으며 그중 한대는 GM 헤리티지 센터에서 비공개 보존중이다.